# Joan Vilella Estivill
Joan Vilella Estivill   (Reus, 6 de maig de 1867 - Reus, 29 de juliol de 1925) va ser un empresari català.

## Biografia
Fill de Joan Vilella Llauradó, important empresari reusenc i pare de Joan i Gaietà Vilella Puig, va cursar a Barcelona estudis superiors de comerç i s'incorporà a la indústria familiar. A la seva ciutat continuà treballant amb el seu germà Ramon, i va ser gerent de l'empresa familiar Joan Vilella, societat en comandita. Va continuar la refineria de petroli La Pensilvània, que havia fundat el seu pare, empresa que, segons Carles Sudrià i Triay, cap al 1910 diu que: «sembla que es tractava d'una de les instal·lacions més importants i millor organitzades d'Espanya, amb capacitat per produir 8 milions de litres anuals, amb mercats a Catalunya, a València i a l'interior de la península».
La gasolina es distribuïa a través dels ports de Tarragona i de Cambrils, i durant la Primera Guerra Mundial se'n va incrementar molt la producció i el transport. Va fundar "Vilella Hermanos", un conjunt d'empreses que englobaven diferents sectors d'activitat, en particular relacionada amb els fruits secs i les farines. Invertí i dirigí altres empreses, algunes de barcelonines, com La Vidriera Barcelonesa, la més important. També dirigí La Botonería Barcelonesa i Gijón Fabril, S.A. El 1914 va comprar la Casa Macaya a Barcelona, venuda el 1947 pels seus hereus a La Caixa.
El 1903 va ser president de la Cambra de Comerç i Indústria de Reus, càrrec del qual va dimitir el 1905 per dedicar-se més intensament a les empreses familiars. Va morir a la seva casa de camp, el Mas de Vilella, prop de Reus, el 1925.